# Paul Koudoussaragne
Paul Koudoussaragne, né vers 1920 dans le district de Bimbo en Centrafrique, mort le 10 mai 1973, est un tirailleur français d'origine centrafricaine.
Combattant pour la France libre pendant la Seconde Guerre mondiale, il se distingue pendant la campagne de Syrie et surtout à la bataille de Bir-Hakeim. Il est un des rares Africains à devenir Compagnon de la Libération, et reçoit cette distinction du général de Gaulle lui-même.

## Biographie
Né vers 1920, Paul Koudoussaragne est originaire de Bombadia, dans le district de Bimbo, dans la colonie française de l'Oubangui-Chari, actuelle République centrafricaine.

### Seconde Guerre mondiale, avec la France libre

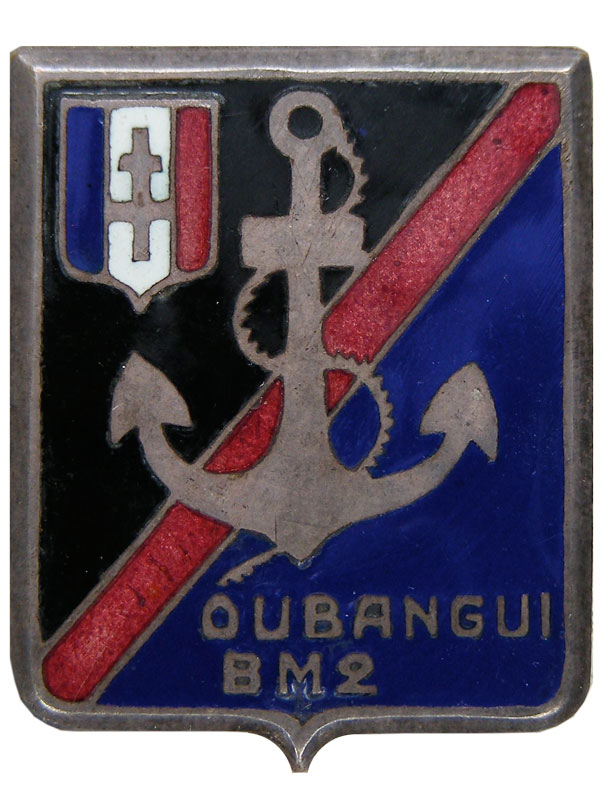
Insigne de son unité, le BM 2.

Six mois après le début de la Seconde Guerre mondiale, Paul Koudoussaragne est incorporé dans l'armée française le 8 mars 1940 à Bangui, comme appelé, dans le Bataillon de tirailleurs de l'Oubangui. Il rallie la France libre le 28 août 1940, quelques mois après son engagement, en même temps que le reste du territoire et la plupart de ses militaires. Lors de la formation du Bataillon de marche no 2 (« BM2 »), fin 1940, il est nommé dans la 6e compagnie de ce bataillon, en tant que tirailleur de 2e classe.

### Campagnes de Syrie, d'Égypte, de Cirénaïque, Bir-Hakeim
Avec son unité le BM 2, il est destiné à lutter au Proche Orient. Le parcours dure plusieurs mois : partie fin 1940 pour Pointe-Noire, sa compagnie prend la voie maritime, coutourne l'Afrique du Sud, et ne parvient en Erythrée qu'en avril 1941. Il arrive ensuite à Suez puis s'établit en Palestine au camp de Qastina, près de Gaza,.
Arrivé à pied d’œuvre, Paul Koudoussaragne prend part à la campagne de Syrie contre les forces du régime de Vichy, du 8 juin 1941 au 12 juillet suivant, et se fait remarquer une première fois au cours de cette campagne. Il participe ensuite à des opérations de maintien de l'ordre dans la région de l'Euphrate, au mois d'août.
Koudoussaragne et son unité arrivent en décembre 1941 en Égypte, où l'unité opère la jonction avec la 1re brigade française libre du général Kœnig. Paul Koussoudaragne est alors engagé de décembre 1941 à juillet 1942 dans la campagne d'Égypte puis dans celle de Cyrénaïque.
Il se distingue tout particulièrement lors de la bataille de Bir-Hakeim : son groupe de combat étant chargé de protéger l'observatoire d'artillerie du capitaine Albert Chavanac, il reçoit le 8 juin 1942 la mission de rapporter des munitions pour éviter la perte de la position tenue. Bien que blessé par balle, il continue son action malgré les tirs ennemis et réussit à rapporter les munitions suffisantes pour conserver cette position.

### Compagnon de la Libération

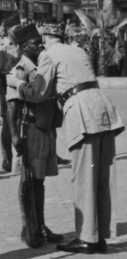
Décoré par de Gaulle, 29 août 1942.

Paul Koudoussaragne est nommé compagnon de la Libération,. Selon Marcot, cette importante distinction lui est décernée à la fois pour sa participation à la campagne de Syrie et pour Bir-Hakeim. Pour d'autres auteurs, c'est uniquement son acte de bravoure à Bir-Hakeim qui lui a valu cette distinction,.
C'est le général de Gaulle en personne qui lui remet la croix de la Libération, le 29 août 1942 à Beyrouth,. Il est un des très rares Africains à en bénéficier, et un des trois seuls Centrafricains membres de l'ordre, à l'encontre du souhait du général de Gaulle qui avait demandé une large représentation de l'Afrique noire, « environ deux cents [dossiers] pour l'Afrique française libre ».
Stationné au Liban jusqu'en janvier 1943, Paul Koussoudaragne est ensuite en poste à Madagascar jusqu'en septembre 1943, puis de nouveau à Bangui jusqu'en mars 1944. Il est ensuite envoyé avec son bataillon de marche no 2 vers le front français, en passant par Pointe-Noire et l'Afrique du Nord.

### Poche de Royan, fin de la guerre
Toujours avec le BM 2, il débarque en janvier 1945 à Sète pour participer à la campagne de France et à la libération du territoire français,. Koudoussaragne est engagé avec son unité à partir du 4 février sur le front de l'Atlantique, contre la poche de Royan,.
Il est blessé le 20 février par l'explosion d'une mine lors d'une patrouille de nuit devant Royan,,. Il continue cependant à combattre devant La Rochelle jusqu'à la fin de la guerre, le 8 mai 1945,.

### Après-guerre
Le Bataillon de marche n° 2 est dissous le 31 octobre 1945, et ses effectifs retournent en Oubangui-Chari. Ainsi rapatrié à Bangui à la fin de 1945, Paul Koudoussaragne est libéré du service, et devient cultivateur et éleveur dans le quartier Yourama, à Bimbo.
Il meurt à Bimbo le 10 mai 1973 et y est enterré.

## Décorations

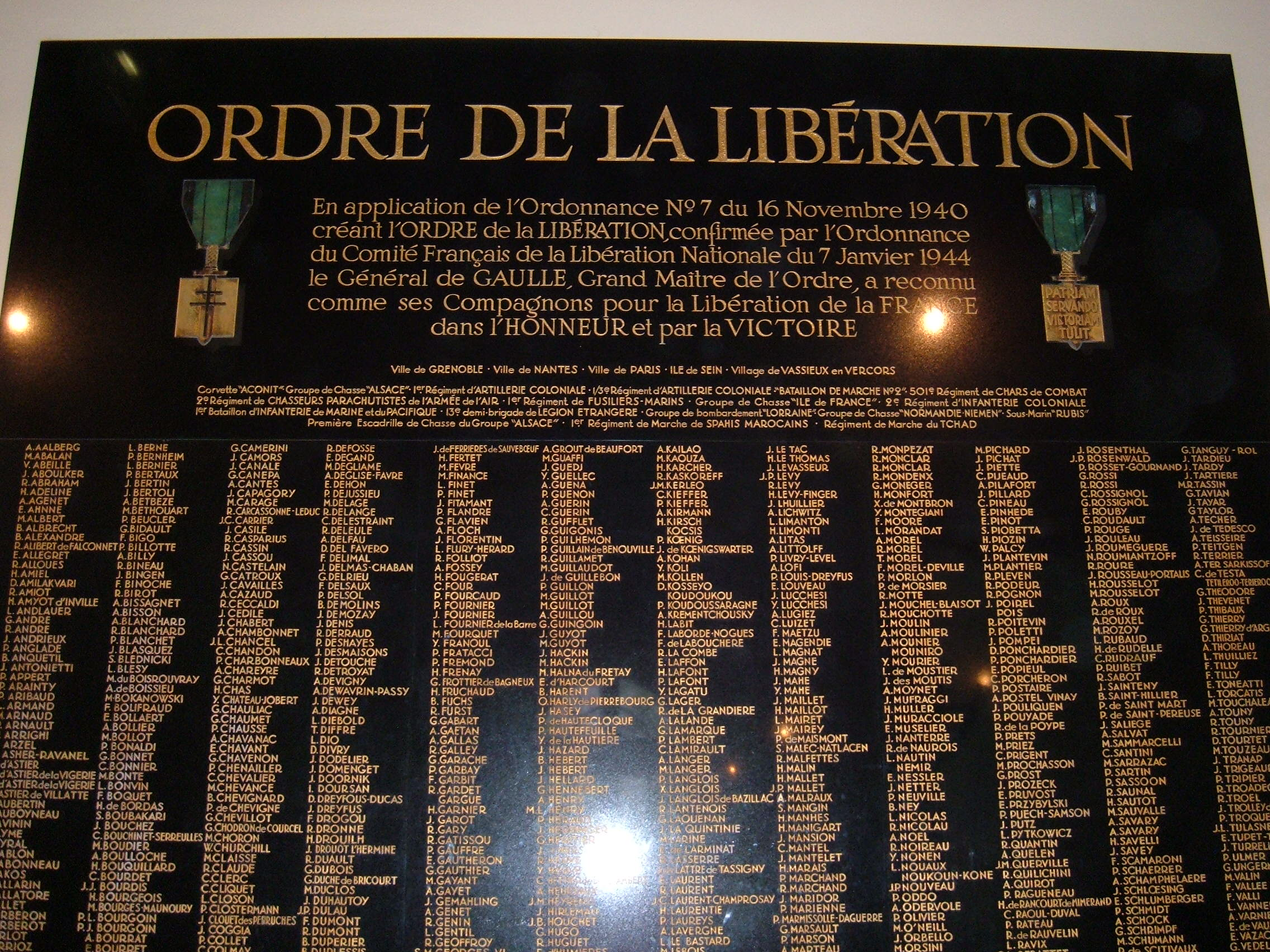
« » à la lettre K sur la plaque en hommage aux Compagnons, musée de l'Armée, Paris.

- Compagnon de la Libération par décret du 9 septembre 1942[10]
- Médaille militaire
- Croix de guerre 1939–1945, palme de bronze
- Insigne des blessés militaires
- Croix du combattant
- Croix du combattant volontaire de la Résistance
- Médaille coloniale avec agrafes « AFL », « Bir-Hakeim », « Libye ».
- Médaille commémorative française de la guerre 1939–1945 avec agrafes « Afrique » et « Libération ».
- Médaille commémorative des services volontaires dans la France libre
- Médaille commémorative de Syrie-Cilicie